# Feuerwehr Göttingen
Die Feuerwehr Göttingen ist die Dachorganisation aller Feuerwehren in der Universitätsstadt Göttingen angesiedelten Berufs- und Freiwilligen Feuerwehren.

## Geschichte
Die Geschichte der Freiwilligen Feuerwehr beginnt mit der Gründung am 20. Januar 1856. 25 Mitglieder einer Turngemeinde sollten damals ein regelmäßiges Training absolvieren, um für den Ernstfall gewappnet zu sein. Viele Jahre funktionierte dieses System, bis im Jahr 1906 ein Großbrand ein Haus in der Groner Straße vernichtete und einige Nachbargebäude stark beschädigte.
Der Stadtbaurat bemerkte, dass Brände durch das damalige Feuerlöschwesen nicht effektiv bekämpft werden konnten. So wurde eine „Neuordnung der Feuerwehr“ verfasst, die vorsah, dass in der Innenstadt eine Feuerwache mit einer dauerhaften Besatzung von sechs Mann gegründet werden sollte. Aufgaben sollten die Erhaltung der feuerwehrtechnischen Geräte, regelmäßige Übungen und Brandsicherheitswachen im Theater sein. Die Personen sollten auf der Wache ihrer erlernten Tätigkeit nachgehen. Am 1. Oktober 1908 war das Gebäude bezugsfertig und acht Personen bezogen die Feuerwache am Ritterplan. Der 20. Januar 1908 ist das offizielle Gründungsdatum der Berufsfeuerwehr. Die neue Feuerwache bot große Einstellflächen für die Feuerwehrfahrzeuge, Wohnungen, eine Schlauchpflegerei sowie Werkstätten und Stallungen für die Pferde. Bald wurde eine Feuermeldeanlage mit öffentlichen Alarmierungseinrichtungen angeschaltet. Vorher musste der Türmer auf dem Johanniskirchturm regelmäßig Ausschau halten und bei Feuer über das Feuerhorn Alarm geben.
Zeitgleich mit den ersten Berufsfeuerwehrleuten richteten sich drei Kompagnien der Freiwilligen Feuerwehr am Ritterplan ein. Die nahe wohnenden Feuerwehrleute erhielten Alarmwecker in ihren Wohnungen.
Im Zweiten Weltkrieg wurde die Berufsfeuerwehr mit der Freiwilligen Feuerwehr zusammengelegt. Nach Kriegsende wurde dies wieder rückgängig gemacht und schon 1947 wies der Stellenplan der Berufsfeuerwehr 62 Personalstellen aus. Kurzzeitig zog die Wache in die Nähe des heutigen Neuen Rathauses um, erst im Juli 1972 fand der Umzug auf das jetzige Gelände in der Breslauer Straße statt. Im Jahr 1985 konnte das heute noch benutzte Gebäude bezogen werden.
Schon einige Jahre davor, beginnend mit der Freiwilligen Feuerwehr Herberhausen wurden im Zuge der Verwaltungs- und Gebietsreform einige Feuerwehren in die Stadt Göttingen integriert. Im Jahr 1974 wurden es dann schon zwölf Orte.
Die Feuerwache am Universitätsklinikum wurde am 30. April 1996 eröffnet.

## Die Feuerwehr als Behörde

### Rettungsdienst
Die Stadt Göttingen als Träger des Rettungsdienstes setzt ihre eigene Berufsfeuerwehr, das Deutsche Rote Kreuz, die Johanniter Unfallhilfe und den Malteser Hilfsdienst für die Notfallrettung ein. Krankentransporte werden ebenfalls von den Hilfsorganisationen übernommen, aber auch von der Integrierten Leitstelle bearbeitet. Der Rettungshubschrauber Christoph 44 wird von der Deutschen Rettungsflugwacht betrieben, die medizinische Besatzung wird durch die Universitätsklinik sowie die Berufsfeuerwehr gestellt.
Des Weiteren existiert eine „Leitende Notarztgruppe“ für außergewöhnliche Einsätze sowie diverse „Schnelle Einsatzgruppen“ (SEG) mit etwa 75 Helfern, Rettungssanitätern und Rettungsassistenten für Großschadensfälle.
Vom Rettungsdienst werden jährlich etwa 13.500 Einsätze abgearbeitet, dazu noch etwa 1.300 Einsätze des Rettungshubschraubers. Krankentransporte werden etwa 20.500 jährlich bearbeitet.

### Katastrophenschutz
In Göttingen wirken viele Organisationen im Katastrophenschutz mit. Dazu gehören der Arbeiter-Samariter-Bund mit einer SEG-Betreuung, einer Rettungshundestaffel und einem Betreuungszug, die Deutsche Lebens-Rettungs-Gesellschaft zur Wasserrettung, das Deutsche Rote Kreuz beim Sanitätsdienst und der schnellen Einsatzgruppe Rettung (SEG), ebenso wie die Johanniter-Unfall-Hilfe bei der SEG und das Technische Hilfswerk im Bergungsdienst.
Die Freiwillige Feuerwehr Göttingen stellt einen Gefahrstoffzug und wirkt gemeinsam mit dem THW bei dem Bergungsdienst mit. Ein Fernmeldezug sorgt für die Aufrechterhaltung der Kommunikation bei Großschadenslagen.

## Berufsfeuerwehr

### Hauptwache

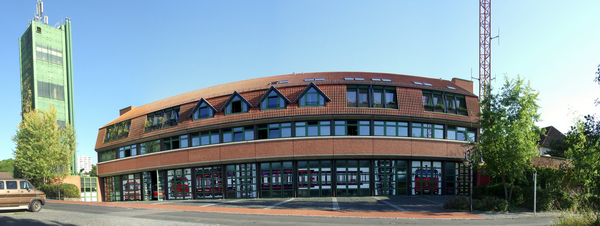
BF Göttingen – Hauptwache Alarmausfahrt

Die Hauptwache der Berufsfeuerwehr hat seit dem Juli 1972 ihren Sitz im Ortsteil Göttingen-Geismar in der Breslauer Straße. In dem Gebäude ist auch die gemeinsame Feuerwehr- und Rettungsdienstleitstelle für die Stadt und den Landkreis Göttingen untergebracht. Zuvor hatte die Berufsfeuerwehr ihre Wache am Ritterplan, die aber letztendlich zu klein wurde.
Auf dem Gelände der Hauptwache befindet sich neben einer Fahrzeughalle, ein Schlauchturm mit Schlauchpflegerei und Werkstätten für Atemschutzgeräte, Funktechnik sowie für Kraftfahrzeuge.

### Feuerwache Universitätsklinikum

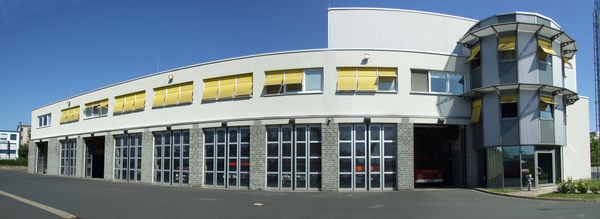
BF Göttingen – Feuerwache Universitätsklinikum

Die Feuerwache Universitätsklinikum befindet sich in der Zimmermannstraße direkt neben dem Universitätsklinikum Göttingen. Die Feuerwache ist seit dem 30. April 1996 in Betrieb und wird vom Personal der Berufsfeuerwehr besetzt.
Die Aufgabe der Uniwache ist in erster Linie die Sicherstellung des Brandschutzes in den Objekten der Universität Göttingen. Vereinzelt werden aber auch Einsätze außerhalb des Geländes zur Unterstützung der Hauptwache gefahren.

### Feuerwache Sartorius / West
Wie aus dem aktuellen Feuerwehrbedarfsplan hervorgeht, braucht die Berufsfeuerwehr zu lange ins westliche Stadtgebiet und ist deshalb besonders auf die Verfügbarkeit der Freiwilligen Feuerwehren angewiesen. Aufgrund dessen ist seit dem 12. April 2021 als Übergangslösung ein Hilfeleistungslöschfahrzeug sowie ein Einsatzleitwagen auf dem Gelände der Sartorius AG stationiert, die (wie beim Klinikum) innerhalb und außerhalb zum Einsatz kommen. Mittelfristig ist in dem Gebiet eine eigene Feuerwache geplant.

### Leitstelle
Die Integrierte Leitstelle (ILSt) wurde im Jahr 2006 komplett modernisiert und das alte Einsatzleitsystem durch das System „PFEIL“ (Polizei- und Feuerwehr-Einsatzleitsystem) ersetzt. Pro Jahr werden hier über 50.000 Einsätze abgearbeitet. Beim Umbau wurden auch Technologien wie Fernsprech- und Notruftechnik sowie Funk- und Alarmierungseinrichtungen erneuert. An zehn hochmodernen Arbeitsplätzen können Notrufe für Feuerwehr und Rettungsdienst angenommen und für den gesamten Stadt und Landkreis Göttingen disponiert werden.

## Freiwillige Feuerwehr

### Struktur
In der Feuerwehr Göttingen existieren 13 Ortsfeuerwehren (Elliehausen, Esebeck, Geismar, Grone, Groß Ellershausen, Herberhausen, Hetjershausen, Holtensen, Knutbühren, Nikolausberg, Roringen, Stadtmitte und Weende), die jeweils bei Schadensfällen in ihrem Ortsteil alarmiert werden. Oft auch werden die Ortsfeuerwehren zur Unterstützung der Berufsfeuerwehr Göttingen eingesetzt und sind dann dem Einsatzleiter der Berufsfeuerwehr unterstellt.
Die Freiwillige Feuerwehr Göttingen untersteht dem Kommando der Freiwilligen Feuerwehr. Der Stadtbrandmeister hat seinen Sitz im Kommando. Ihm vorgesetzt sind der Fachbereichsleiter der Feuerwehr, der Rechtsdezernent und schließlich der Oberbürgermeister der Stadt Göttingen.

## Werkfeuerwehren
Zu den Werkfeuerwehren im Bereich der Feuerwehr Göttingen gehört die Werkfeuerwehr der Universitätsmedizin.